# Pavol Poruban
Pavol Poruban (* 11. října 1956) je bývalý slovenský fotbalista, obránce.

## Fotbalová kariéra
V československé lize hrál za Jednotu Trenčín a Plastiku Nitra. V lize nastoupil ve 12 utkáních, gól nedal. Dále hrál za Baník Prievidza, Agro Hurbanovo a TJ JZD Slušovice.

## Ligová bilance
| Ročník                                      | Zápasy | Góly | Klub             |
| ------------------------------------------- | ------ | ---- | ---------------- |
| 1. československá fotbalová liga 1978/79    | 6      | 0    | Jednota Trenčín  |
| 1. slovenská národní fotbalová liga 1981/82 | 29     | 0    | Baník Prievidza  |
| 1. slovenská národní fotbalová liga 1982/83 | 22     | 0    | Baník Prievidza  |
| 1. československá fotbalová liga 1983/84    | 6      | 0    | Plastika Nitra   |
| 1. slovenská národní fotbalová liga 1985/86 | 18     | 0    | Agro Hurbanovo   |
| 1. slovenská národní fotbalová liga 1986/87 | 24     | 1    | Agro Hurbanovo   |
| Česká národní fotbalová liga 1987/88        | 23     | 5    | TJ JZD Slušovice |
| CELKEM 1. liga                              | 12     | 0    |                  |